# نادي فيلا ريال
فيلا ريال (بالبرتغالية: S.C. Vila Real‏) هو نادٍ برتغالي لكرة القدم مقره في فيلا ريال في منطقة فيلا ريال.